# Богданюк Ілля Васильович
Ілля́ Васи́льович Богданю́к (нар. 14 серпня 1941) — композитор, виконавець, поет, заслужений працівник культури України, лауреат та дипломант Першого Всесвітнього фестивалю козацьких мистецтв, член Асоціації діячів естрадного мистецтва України, член Всеукраїнської музичної спілки, обласного об’єднання композиторів Буковини.
Як композитор та поет Ілля Богданюк є автором понад сотні пісень, переважно на власні тексти, більшість з яких сам і виконує під час різних публічних концертів, у тому числі й на сцені Чернівецької обласної філармонії.
Кращі твори композитора і поета в різний час включали до свого репертуару, а деякі пісні продовжують співати народний артист України Ярослав Солтис, заслужені артисти України Ніна Каплієнко, Василь Пиндик, Василь Данилюк, інші професійні виконавці.
Набули популярності пісні Іллі Богданюка «Батьківський поріг», «Україно моя», «Козацький марш», «Офіцери запасу», «Шипинська земля», «Гей ромале», «Парубки», «Живе любов», «А серпень осінь полюбив», «Заспіваймо разом», інші твори.
Ілля Богданюк автор пісенної збірки власних творів «Україно моя», що вийшла друком у 2001 році. Його пісні надруковано у ряді буковинських періодичних видань, вони неодноразово звучали у телерадіопередачах.

## Біографія
Ілля Васильович Богданюк народився 14 серпня 1941 року у старовинному буковинському селі Шипинці, яке в 13-15 століттях було центром адміністративного утворення під назвою Шипинська земля. З цього села походять багато відомих музикантів, співаків, танцюристів, літераторів. Батько Іллі Богданюка також добре грав на скрипці, цимбалах, інших музичних інструментах і був відомим у нашому краї народним музикою. Мати майбутнього композитора гарно співала і від неї Ілля на все життя перейняв любов до української пісні.
Проте важке повоєнне дитинство і така ж юність не дали можливості здібному хлопцеві займатися музикою, він з раннього віку змушений був сам заробляти собі на життя. Працював на вугільних шахтах Донбасу, а потім став професійним військовим. Багато років віддав армійській службі, командуючи танковими підрозділами. Об’їздив увесь колишній СРСР, а найбільше — Далекий Схід. 
Але сувора військова служба не вбила в душі офіцера Іллі Богданюка любові до музики. Маючи від природи приємного тембру ліричний тенор, він віддає свій вільний час співу. Стає переможцем полкових, гарнізонних, а потім і всеармійських конкурсів, бере участь у різних цивільних концертах та масових заходах і стає популярним співаком. І завжди в його репертуарі були українські пісні, які всіляко намагався пропагувати та популяризувати.
Після припинення багаторічної військової служби, Ілля Богданюк повернувся у рідні Шипинці. Тут у нього, поряд з вокальним, з’явився ще й талант композитора. Він створює цілий ряд пісень на власні тексти. Ці пісні швидко набули популярності та отримали схвальну оцінку фахівців. Професор Чернівецького національного університету ім.Юрія Федьковича, член-кореспондент Академії Мистецтв України, член Національної спілки композиторів України, народний артист України, лауреат Державної премії України ім.Т.Шевченка Андрій Кушніренко писав про Іллю Богданюка: «Його виняткові музичні здібності дають можливість писати досить вдалі пісні, які відзначаються мелодійністю і цікавим змістом».

## Громадська діяльність
Крім творчої праці, Ілля Богданюк багато часу віддає громадським справам. Він був учасником Помаранчевої Революції та Революції Гідності, обирався депутатом сільської та районної рад. Є головою районного проводу політичної партії Конгрес Українських Націоналістів.